# Макги, Брэдли
Брэ́дли Макги́ (англ. Bradley McGee; 24 февраля 1976, Сидней, Австралия) — австралийский велогонщик, олимпийский чемпион и призёр Олимпийских игр. Победитель этапов Тур де Франс и Джиро д’Италия.

## Спортивная карьера
Велоспортом Брэдли Макги начал заниматься в десятилетнем возрасте. Первым крупным успехом в карьере австралийца стала победа на юниорском чемпионате мира в индивидуальной гонке преследования. В следующем году Макги стал чемпионом в командном и индивидуальном спринте на играх Содружества. А в 1995 году в составе сборной Австралии стал чемпионом мира в командном преследовании.

### Олимпийские игры
Дебют на Олимпийских играх у Брэдли Макги состоялся 24 июля 1996 года. Австралиец на играх в Атланте принял участие в двух дисциплинах — индивидуальной и командной гонках преследования и завоевал в них две бронзовые медали.
В 2000 году на Олимпийских играх в Сиднее Макги считался одним из фаворитов в борьбе за медали. В индивидуальной гонке преследования Макги прошёл квалификацию, но в полуфинале столкнулся с немцем Робертом Бартко и проиграл. Выиграв матч за 3-е место Брэдли продлил свою "бронзовую" серию. В командной гонке преследования сборная Австралия с Макги в составе не очень успешно выступила в квалификации, заняв 5-е место и попала на немецкую команду. Несмотря на то что австралийцы показали второе время среди всех финалистов, они уступили сборной Германии, установивших олимпийский рекорд, и остались лишь пятыми.
К играм в Афинах в 2004 году Брэдли Макги подошёл в наилучшей форме и в статусе одного из главных фаворитов. В индивидуальной гонке Макги, не испытав особых проблем, дошёл до финала, но там уступил британцу Брэдли Уиггинсу. В командных соревнованиях последовательно были обыграны сборные Литвы и Великобритании. Выиграв золото игр Макги стал обладателем всего комплекта олимпийских медалей.
Игры 2008 года стали для австралийского велогонщика последними в его спортивной карьере. Как и ранее, Макги являлся фаворитом гонок преследования, но незадолго до игр во время многодневки Джиро д’Италия австралиец неудачно упал и сломал ключицу. Лечение потребовало операции и восстановительного периода, что не могло не сказаться на подготовке к играм. Впервые в своей карьере он остался без медалей игр. В индивидуальной гонке преследования Макги остановился на 9-й позиции, уступив лидеру более 11 секунд. В командной гонке, победив сборную Нидерландов, но показав лишь четвёртое время среди всех победителей первого раунда австралийцы попали в поединок за 3-е место. В гонке со своими принципиальными соперниками из Новой Зеландии австралийцы не смогли показать хорошее время и уступили, заняв в итоге 4-е место.

### Профессиональная карьера
В профессиональных гонках на шоссе Брэдли Макги стал выступать с 1999 года. Первой командой для австралийца стала французская Française des Jeux. Первым значимым достижением Макги стала победа на 7-м этапе знаменитой многодневки Тур де Франс. Но основной специализацией для австралийца всё же являлись раздельные гонки, поэтому самые громкие победы в ПроТуре у Макги связаны с прологами знаменитых гонок. В 2003 году была одержана победа в прологе Тур де Франс, а в 2004 году была одержана победа на старте Джиро д’Италия. Также Макги был призёром нескольких этапов Вуэльта Испании. В 2005 году, лидируя на протяжении четырёх этапов Вуэльты, Макги стал одним из спортсменов, носивших жёлтую майку лидера всех трёх многодневок Гранд Тура. В 2008 году Макги перешёл в датскую команду Saxo Bank-SunGard. Проведя несколько гонок в составе новой команды австралиец принял решение завершить свою спортивную карьеру.
После окончания карьеры спортсмена Макги стал директором команды Saxo Bank и персональным тренером молодого австралийского велогонщика Ричарда Порта.